# Vaterpolski klub CPK
Vaterpolski klub Crikvenički plivački klub (CPK) je vaterpolski klub iz Crikvenice.
Klupska adresa je p.p. 82, Crikvenica.

## Klupski uspjesi
- Druga HVL - skupina sjever: 1. mjesto 2003.
- Druga HVL - skupina sjever: 2. mjesto 2004., Turnir Darmstadt 2004: 4. mjesto
- Druga HVL - ukupno 1. mjesto 2005., Turnir Darmstadt 2005: 1. mjesto
- Druga HVL - skupina sjever: 4. mjesto 2006, Turnir Darmstadt 2006: 2. mjesto
- Druga HVL - skupina sjever: 2. mjesto 2007.

## Vanjske poveznice
- http://www.cpk.hr  Arhivirana inačica izvorne stranice od 18. rujna 2017. (Wayback Machine)